# Município de Newbury (condado de Geauga, Ohio)
O município de Newbury (em inglês: Newbury Township) é um município localizado no condado de Geauga no estado estadounidense de Ohio. No ano de 2010 tinha uma população de 5.537 habitantes e uma densidade populacional de 74,73 pessoas por km².

## Geografia
O município de Newbury encontra-se localizado nas coordenadas 41° 27′ 17″ N, 81° 13′ 45″ O. Segundo a Departamento do Censo dos Estados Unidos, o município tem uma superfície total de 74.09 km², da qual 71,78 km² correspondem a terra firme e (3,11 %) 2,31 km² é água.

## Demografia
Segundo o censo de 2010, tinha 5.537 habitantes residindo no município de Newbury. A densidade populacional era de 74,73 hab./km². Dos 5.537 habitantes, o município de Newbury estava composto pelo 96,26 % brancos, o 1,55 % eram afroamericanos, o 0,05 % eram amerindios, o 0,54 % eram asiáticos, o 0,45 % eram de outras raças e o 1,14 % eram de uma mistura de raças. Do total da população o 0,92 % eram hispanos ou latinos de qualquer raça.